# Sega Net Link
 (octobre 2019).
Si vous disposez d'ouvrages ou d'articles de référence ou si vous connaissez des sites web de qualité traitant du thème abordé ici, merci de compléter l'article en donnant les références utiles à sa vérifiabilité et en les liant à la section « Notes et références ».
Sega Net Link (également appelé Sega Saturn Net Link) est un périphérique pour la console de jeu Saturn qui fournit à son utilisateur un accès à internet et à son courrier électronique par le biais de la console. Le dispositif sort le 31 octobre 1996. Le Sega Net Link se compose d'un modem de 28,8 kbit/s à insérer dans le port de cartouche de la Saturn, il dispose d'un navigateur développé par Planetweb, Inc. L'unité est vendue 199 dollars seule, ou 400 dollars en bundle avec la Saturn. Il n'a jamais été commercialisé en France même s'il était techniquement possible de l'utiliser sur accès RTC via un FAI. La Sega Dreamcast a donc été la première console de salon pourvu d'origine d'un modem intégré pour l'accès en ligne en Europe. Le Sega Net Link a eu une tentative de commercialisation en Finlande pour une version européenne mais les faibles ventes de la console ont poussé à l'abandon du projet par Sega.   
Au Japon, les joueurs se connectent via un service centralisé appelé SegaNet, qui est plus tard mis hors ligne et converti pour une utilisation avec la Dreamcast.

## Successeur
Sega fusionne le Sega Net Link avec son homologue japonais et relance SegaNet en 2000 sur Dreamcast au Japon et aux États-Unis. Son équivalent européen est le Dreamarena.

## Jeux compatibles avec le Sega Net Link
- Daytona USA: C.C.E. Net Link Edition
- Duke Nukem 3D
- Saturn Bomberman
- Sega Rally
- Cyber Troopers Virtual-On: Operation Moongate